# Kerkenes
Koordinaten: 39° 45′ 0″ N, 35° 3′ 56″ O

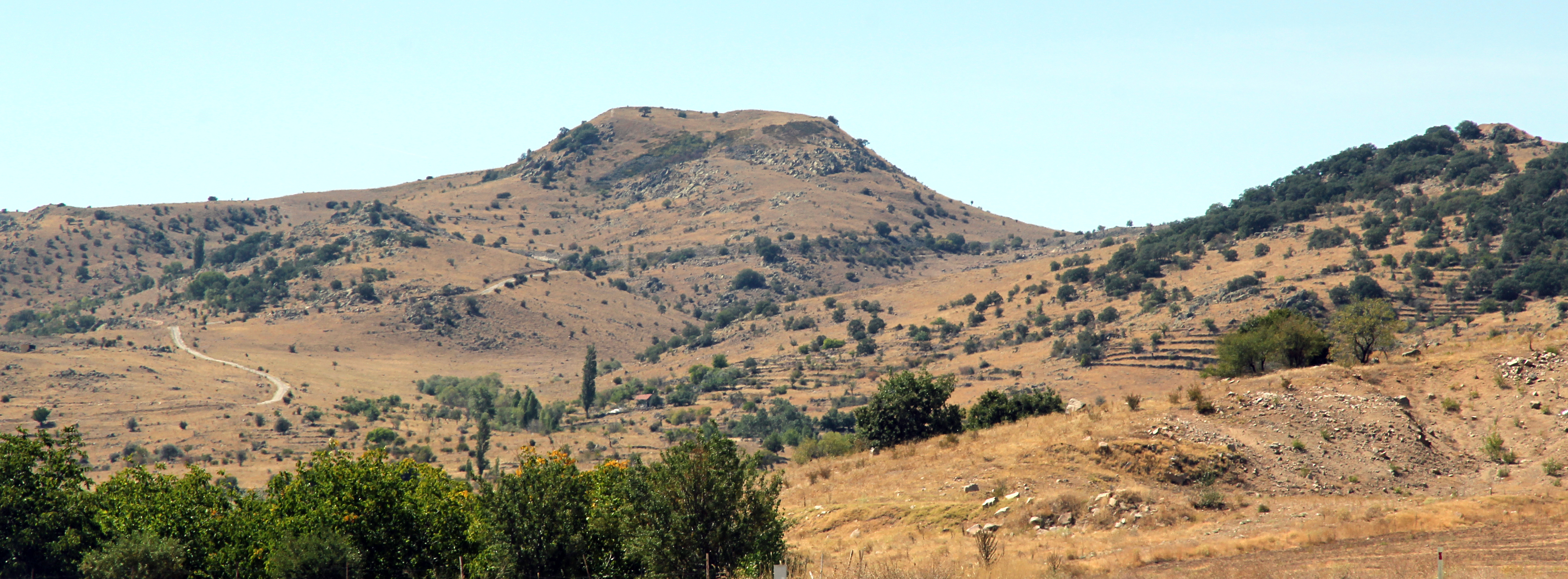
Kerkenes Dağı von Osten

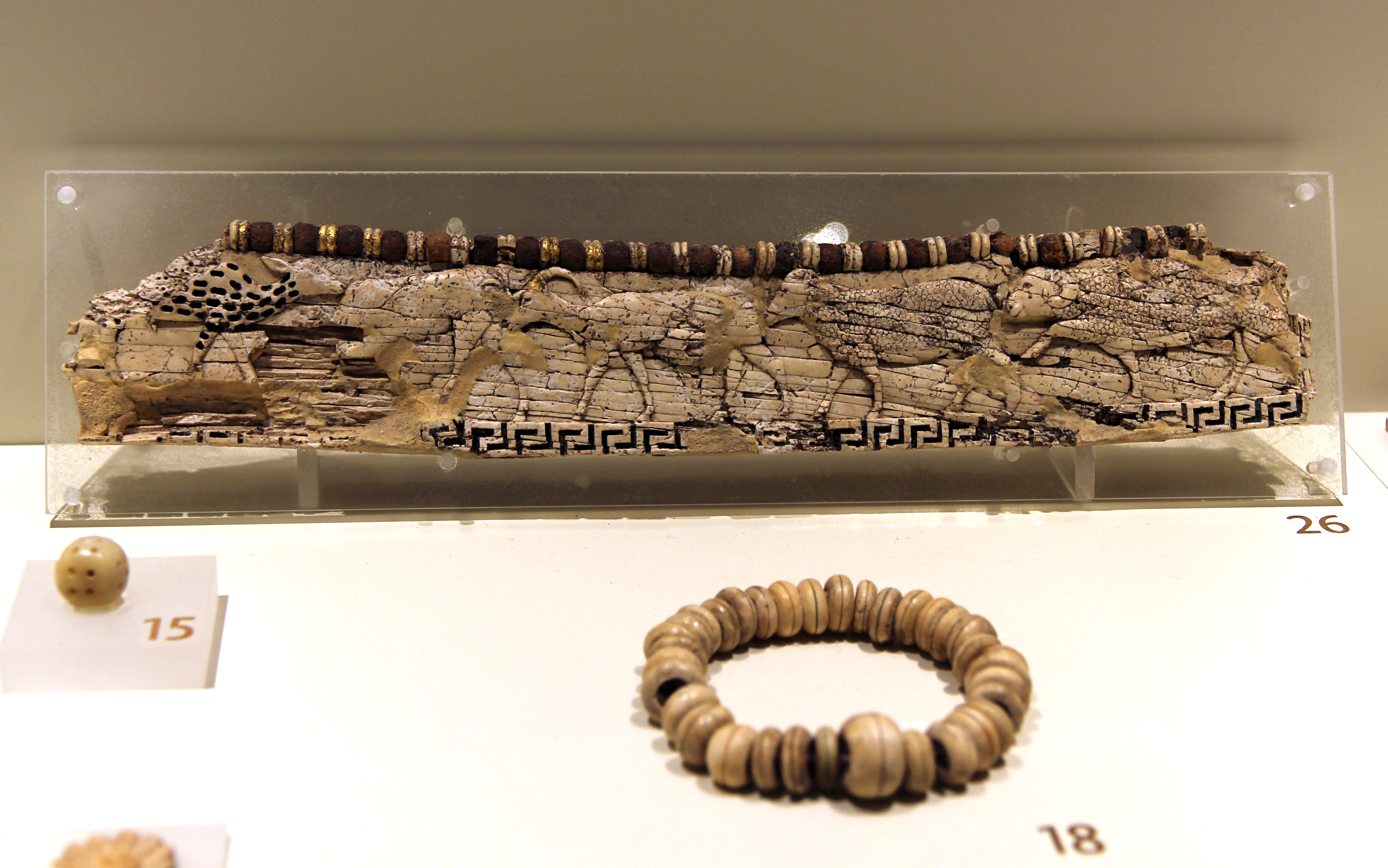
Elfenbeinfund aus Kerkenes im Museum für anatolische Zivilisationen in Ankara

Kerkenes (oder Kerkenes Dağı; beide Namen sind modern) ist ein antiker Siedlungsplatz im antiken Kappadokien in der heutigen türkischen Provinz Yozgat, rund 200 km östlich von Ankara beim Ort Şahmuratlı im Landkreis Sorgun.
Der Kerkenes Dağı wird mit dem hethitischen Kultberg Daḫa identifiziert. Nach 600 v. Chr. wurde hier die medische Stadt Pteria errichtet, 547/6 v. Chr. fand hier die Schlacht bei Pteria statt. Die Stadt wurde vom Lyderkönig Kroisos zerstört und danach nicht wiederaufgebaut.
Mit einer Stadtmauer von über 7 km Länge und einer Fläche von ca. 2,5 km² gehört die Siedlung mit zu den größten antiken Städten in Anatolien.

## Forschungsgeschichte
Die Ruinen der Hethiterhauptstadt Ḫattuša wurden lange Zeit fälschlich als Pteria identifiziert.
Kerkenes, das tatsächliche Pteria, wurde erstmals 1903 von John George Clark Anderson erkundet. 1926 und 1927 unternahmen Hans Henning von der Osten und F. H. Blackburn Erkundungsreisen. Auch Emil Forrer besuchte den Ort 1926. 1929 führte Erich Friedrich Schmidt für das Oriental Institute der University of Chicago eine erste kurze Grabung durch. 1993 begann ein internationales Projekt zur Erforschung von Kerkenes unter der Leitung der britischen Archäologen Geoffrey Summers und Francoise Summers von der Technischen Universität des Nahen Ostens in Ankara.